# Złoty Mikrofon
Złoty Mikrofon – nagroda Polskiego Radia przyznawana od 1969 roku osobom, których działanie przyczynia się do utrzymania wysokiego poziomu, rozwoju i popularyzacji radia publicznego oraz za wybitne osiągnięcia twórcze dla radia publicznego.
Od 1969 roku, czyli od samego początku, z przerwą w latach 1975-1987, Złote Mikrofony przyznawał tygodnik „Antena”. Czasopismo przestało istnieć w 2002 roku.
Kandydaci do nagrody wybierani są z różnych ważnych obszarów twórczości radiowej m.in. teatru, muzyki, literatury, reportażu, polityki, realizacji dźwięku oraz korespondencji zagranicznej. Nagrodę można otrzymać jedynie raz w życiu.
Do roku 2008 włącznie, Złote Mikrofony otrzymało prawie 200 osób.
Poniższy artykuł wymienia również laureatów nagrody Diamentowa Batuta, przyznawanej za wybitne kreacje artystyczne oraz rozsławianie muzyki polskiej w kraju i za granicą. Osobny artykuł traktuje o Diamentowym Mikrofonie.

## 2018
Uroczyste wręczenie nagród odbyło się 13 lutego 2019 w studiu koncertowym Polskiego Radia im. Witolda Lutosławskiego w Warszawie. Galę poprowadzili Marta Januszewska (PR1) i Kuba Marcinowicz (Czwórka).
W ramach uroczystości wystąpił zespół pod kierownictwem Leszka Biolika oraz Natalia Kukulska, Anita Lipnicka i Daria Zawiałow w koncercie "Cohen i kobiety".
Kapituła Złotego Mikrofonu obradowała w składzie: Anna Stempniak-Juśkiewicz (przewodnicząca, PR1), Hanna Bogoryja-Zakrzewska (Studio Reportażu i Dokumentu Polskiego Radia), Hanna Dołęgowska (dyrektor Centrum Programów Wyspecjalizowanych), Magdalena Łoś-Komarnicka (PR2), Marek Niedźwiecki (PR3), Wiesław Szala (Biuro Technologii Polskiego Radia) oraz Henryk Urbaś (Naczelna Redakcja Sportowa Polskiego Radia).
Nagrodzeni:
- Janusz Deblessem (PR3) – „za trwałe wkroczenie "Gitarą i piórem" w Krainę Łagodności, za audycje dokumentalne i promowanie reportażu na antenach Polskiego Radia”[8].
- Maciej Gudowski – „za niezwykły głos przykuwający uwagę, talent interpretacyjny, dzięki któremu audycje, reportaże i dokumenty prezentowane w Polskim Radiu zyskują na jakości”[8].
- Ewelina Karpacz-Oboładze (Studio Reportażu i Dokumentu Polskiego Radia) – „za reportaże i dokumenty, które zawsze są naznaczone Jej osobowością, za wyjątkową łatwość zjednywania ludzi, którzy chętnie powierzają Jej swoje losy”[8].
- Jarosław Kawecki (PR1) – „za mistrzowskie posługiwanie się krótką formą radiową oraz swadę i lekkość przy podejmowaniu trudnych tematów”[8].
- Michał Olszański (PR3) – „za niepowtarzalną osobowość antenową, pozytywną energię i żywiołowość, a także tworzenie atmosfery, która pozwala na intymne opowieści”[8].

Honorowy Złoty Mikrofon otrzymała Irena Szewińska „za wyjątkowe zasługi i upowszechnianie polskiego sportu, godne reprezentowanie naszego kraju na świecie i dostarczanie niezapomnianych sportowych emocji słuchaczom Polskiego Radia”.

## 2017
Uroczyste wręczenie nagród odbyło się 29 listopada 2017 w studiu koncertowym Polskiego Radia im. Witolda Lutosławskiego w Warszawie. Galę poprowadzili Sława Bieńczycka (PR1) i Michał Olszański (PR3).
W ramach uroczystości wystąpiła Warszawska Orkiestra Sentymentalna.
Przewodnicząca komisji: Anna Stempniak-Juśkiewicz.
Nagrodzeni:
- Hanna Dołęgowska (Czwórka) – „za otwartość na młodych słuchaczy, determinację, pomysłowość i niekonwencjonalne popularyzowanie sportu, jako sposobu na życie”[10].
- Małgorzata Raducha (PR1) – „za umiejętność nawiązywania kontaktu ze słuchaczami, opowiadanie o rzeczach zwykłych i niezwykłych w sposób pełen kultury i emocji”[10].
- Małgorzata Maliborska-Prażmowska (PR3) – „za stworzenie serwisów informacyjnych o szczególnym, właściwym Trójce charakterze. Za słowa, które zawsze oddają istotę rzeczy”[10].
- Maciej Kubera (Teatr Polskiego Radia) – „za muzyczność w słowie, za słowo w muzyce, pryncypialność i kompetencje reżysera dźwięku w Teatrze Polskiego Radia”[10].
- Magdalena Łoś-Komarnicka (PR2) – „za pasjonujące opowiadanie o muzyce dawnej i odnajdywanie dla niej współczesnego kontekstu. Za ujmującą osobowość, radiową wszechstronność i gotowość koleżeńskiej pomocy w radiowym drugim planie”[10].

Honorowy Złoty Mikrofon otrzymał Leszek Długosz za „obecność na antenach Polskiego Radia, dzięki której realizowana jest prawdziwa misja publicznego nadawcy a także za wybitne osiągnięcia artystyczne i konsekwentne występowanie w obronie wartości”.
W dniu wręczenia Złotych Mikrofonów w 2017 roku swą nagrodę z 2014 roku jako pierwsza w historii tej nagrody oddała Anna Szewczuk-Czech, w proteście przeciwko niemerytorycznej krytyce jej dorobku zawodowego i umiejętności dziennikarskich oraz deprecjonowaniu przez zarząd Polskiego Radia i dyrekcję Programu 2 roli obecności muzyki ludowej i bagatelizowaniu prezentacji innych form niematerialnej kultury polskiej wsi na antenie Programu 2 Polskiego Radia.

## 2016
Uroczyste wręczenie nagród odbyło się 14 grudnia 2016 w studiu Koncertowym Polskiego Radia im Witolda Lutosławskiego w Warszawie. Galę poprowadzili Agnieszka Szydłowska (PR3) i Marcin Kusy (PR1).
W ramach uroczystości wystąpili Joanna Kondrat oraz Marcin Styczeń.
Przewodniczący kapituły: Janusz Kukuła.
Nagrodzeni:
- Michał Jakubik (Biuro Technologii i Cyfryzacji) – „za umiejętne łączenie i poszerzanie w zawodzie realizatora dźwięku tego, co techniczne z tym, co artystyczne. Za perfekcyjną znajomość rzemiosła radiowego[12].
- Marcin Łukawski (dziennikarz, PR3) – „za kulturę słowa, uśmiech, wspaniałą zdolność mówienia jednocześnie do wszystkich i każdego z osobna”[12].
- Michał Montowski (PR1) – „za programy o sztuce łączące bogactwo intelektualne z komunikatywnością i dźwiękową atrakcyjnością”.[12].
- Tomasz Perkowski (Teatr Polskiego Radia) – „za doskonały radiowy słuch, mistrzowskie realizacje słuchowisk i reportaży oraz za czułość dla świata dźwięków”[12].
- Adam Suprynowicz (dziennikarz, PR2) – „za wszechstronność zainteresowań w podejmowaniu rozmaitych wyzwań na polu kultury, za mistrzowski warsztat dziennikarski, wysmakowany gust muzyczny, osobistą kulturę i nienaganną polszczyznę”[12].

Honorowy Złoty Mikrofon otrzymał Ernest Bryll za „ogromny wkład w kształtowanie wyobraźni poetyckiej słuchaczy Polskiego Radia”.

## 2015
Do konkursu zgłoszono 23 kandydatury. Kapitule przewodniczył dyrektor Teatru Polskiego Radia Janusz Kukuła.
Uroczyste wręczenie nagród odbyło się 10 grudnia 2015 w Studiu Koncertowym Polskiego Radia im. Witolda Lutosławskiego w Warszawie. Było to jednocześnie zamknięcie oficjalnych obchodów 90-lecia Polskiego Radia. Galę poprowadzili Sława Bieńczycka (PR1) i Marek Niedźwiecki (PR3).
W ramach tej uroczystości odbył się koncert Polskiej Orkiestry Radiowej pod dyrekcją Michała Klauzy. Występ zorganizowano w hołdzie Stefanowi Rachoniowi (1906–2001) – twórcy i wieloletniego dyrektora Polskiej Orkiestry Radiowej, świętującej w 2015 roku swoje 70-lecie. Wraz z Orkiestrą wystąpili skrzypek Adam Bałdych, aktorzy Teatru Narodowego Anna Markowicz i Marcin Przybylski oraz Stan Borys.
Podczas gali Paweł Sztompke (wówczas kierownik Redakcji Muzycznej PR1) odebrał nagrodę „Wawrzyn Mowy Polskiej”.
Nagrodzeni:
- Mariusz Bonaszewski – „za wielki talent aktorski i stworzenie niezwykłych ról w Teatrze Polskiego Radia”[13][14]
- Andrzej Janisz (PR1, Naczelna Redakcja Sportowa) – „za osiągnięcia w pracy sprawozdawcy sportowego i zaangażowanie w promocję osiągnięć polskiego sportu”[13][14],
- Katarzyna Kobylecka (PR1, Redakcja Wiedzy i Edukacji) – „za nowoczesne w formie, oryginalne w przekazie i wnikliwe podejście w prezentowaniu osiągnięć współczesnej nauki”[13][14],
- Katarzyna Michalak (Radio Lublin) – „za mistrzowskie łączenie formy i treści, przekładanie swoich fascynacji ludźmi na język radia i udowadnianie, że reportaż może być dziełem sztuki[13][14],
- Mirosław Perz (PR2) – „za setki audycji poświęconych muzyce dawnej, cykl 200 kantat Jana Sebastiana Bacha oraz niepowtarzalny radiowy styl”[13][14],
- Maria Magdalena Wojtulanis (PR2, realizatorka dźwięku) – „za rzetelność, twórczy polot, wyczucie estetyczne i bezbłędny warsztat radiowy”[13][14],
- Marek Wałkuski (PR3, korespondent zagraniczny IAR) – „za ciekawość świata i skuteczność w otwieraniu zamkniętych drzwi”[13][14],
- Stan Borys – Honorowy Złoty Mikrofon „za romantyczną duszę niestrudzonego krzewiciela polskiej poezji, twórcze poszukiwania oraz wielką przyjaźń z Polskim Radiem, obecną w jego słowach i muzyce”[13][14].

Wcześniej, 21 kwietnia 2015, podczas gali w Teatrze Wielkim – Operze Narodowej z okazji obchodów 90-lecia Polskiego Radia, Diamentową Batutę otrzymał Jacek Kaspszyk. Uzasadnienie: „jako wyraz uznania dla dyrygenckiego dorobku i z podziękowaniem za oddanie radiu publicznemu, dla którego dokonał imponującej ilości nagrań studyjnych i koncertowych”.
14 czerwca 2015 podczas 52 Krajowego Festiwalu Piosenki Polskiej w Opolu, na koncercie z okazji 90-lecia Polskiego Radia, nagrodę Honorowy Złoty Mikrofon odebrali: Halina Kunicka, Alicja Majewska i Włodzimierz Korcz.

## 2014
Do konkursu zgłoszono 28 kandydatur.
Uroczyste wręczenie nagród odbyło się 20 listopada 2014 w Studiu Koncertowym Polskiego Radia im. Witolda Lutosławskiego w Warszawie. Galę poprowadzili Sława Bieńczycka (PR1) i Michał Olszański (PR3). Odbył się koncert piosenek do tekstów Juliana Tuwima (1894–1953) w wykonaniu zespołu The Jobers pod kierownictwem Marcina Partyki.
Skład kapituły:
Janusz Kukuła (dyrektor Teatru Polskiego Radia) – przewodniczący, Piotr Baron (PR3), Anna Borucka-Szotkowska (PR2), Alicja Grembowicz (Studio Reportażu i Dokumentu Polskiego Radia), Magdalena Mikołajczuk (PR1), Wiesław Szala (Dział Transmisji), Tomasz Zimoch (Naczelna Redakcja Sportowa Polskiego Radia).
Nagrodzeni:
- Patrycja Gruszyńska-Ruman (Studio Reportażu i Dokumentu Polskiego Radia) – „za wrażliwość w opowiadaniu prawdy o człowieku i świecie”[19],
- Przemysław Koteras (realizator, PR1) – „za mistrzowskie panowanie nad światem dźwięków i emocjami”[19],
- Agnieszka Kunikowska (Jedynka Dzieciom w PR1) – „za dostrzeganie dziecka w dorosłym i dorosłego w dziecku”[19],
- Henryk Sytner (dziennikarz, PR3) – „za pasjonujące napędzanie kół historii Polskiego Radia”[19],
- Anna Szewczuk-Czech (PR2, Festiwal Folkowy PR „Nowa Tradycja”) – „za poszukiwanie nowych form popularyzacji kultury ludowej”[19].

Wcześniej, 7 czerwca 2014 podczas 51 Krajowego Festiwalu Piosenki Polskiej w Opolu, nagrodę Honorowy Złoty Mikrofon odebrała Edyta Geppert. W uzasadnieniu napisano m.in.: „mimo zmieniających się mód, utwory śpiewane przez Edytę Geppert są symbolem elegancji, stylu, dobrego smaku i mądrości. (...) Edyta Geppert ze swoją twórczością, postawą wobec sztuki i słuchacza jest dla nas symbolem tego, co najbardziej szlachetne i najpiękniejsze w muzyce rozrywkowej”.

## 2013
Do konkursu zgłoszono 28 lub 36 kandydatur. Uroczyste wręczenie nagród odbyło się 25 listopada 2013 w Studiu Koncertowym Polskiego Radia im. Witolda Lutosławskiego w Warszawie. Galę poprowadzili Agnieszka Szydłowska (PR3) i Paweł Sztompke (PR1).
W ramach uroczystości odbył się koncert nagrodzonej Honorowym Złotym Mikrofonem (szczegóły niżej) Hanny Banaszak. Retransmisję występu piosenkarki zaplanowano na 4 stycznia 2014 na antenie Programu Pierwszego Polskiego Radia.
Skład kapituły:
Janusz Kukuła (dyrektor Teatru Polskiego Radia) – przewodniczący, Alicja Grembowicz (Studio Reportażu i Dokumentu Polskiego Radia), Krzysztof Grzesiowski (PR1), Wiktor Legowicz (PR3), Marcin Majchrowski (PR2), Krzysztof Renik (Naczelna Redakcja Publicystyki Międzynarodowej), Henryk Urbaś (Naczelna Redakcja Sportowa Polskiego Radia).
Nagrodzeni:
- Barbara „Baszka” Marcinik (PR3[25]) – „za przybliżanie w tysiącach audycji ludzi kultury, pokazywanie ich dorobku, życiowych pasji w sposób niekonwencjonalny, w rozpoznawalnym stylu i wielkiej kulturze prowadzenia”[25][29][27],
- Beata Płomecka (korespondentka Polskiego Radia w Brukseli[25]) – „za mistrzowskie relacjonowanie złożonych wydarzeń europejskich, rzetelność i dociekliwość w pracy korespondenta, wszechstronność dziennikarskich zainteresowań połączoną z doskonałym warsztatem twórcy radiowego”[25][29][27],
- Zbigniew Krajewski (PR1[25]) – „za szczególną sumienność w realizacji celów Redakcji i Polskiego Radia, za wyjątkowy kontakt ze słuchaczami audycji prowadzonych na żywo oraz za gust, dbałość o czystość języka polskiego i najwyższej próby profesjonalizm”[25][29][27],
- Wiesław Szala (realizator dźwięku) – „za absolutny profesjonalizm i zagwarantowanie słuchaczom Polskiego Radia – zawsze i wszędzie – dźwięku najwyższej jakości”[25][29][27],
- Marek Zwyrzykowski (PR2[25]) – „za wielkie zaangażowanie w pracy dziennikarskiej, ogromną wiedzę na temat muzyki współczesnej, szczególnie elektronicznej, i poszukiwanie często nieortodoksyjnych wątków w różnych kierunkach stylistycznych sztuki dźwięków, za życzliwość i serdeczność wobec artystów”[25][29][27],
- Hanna Banaszak (piosenkarka) – Honorowy Złoty Mikrofon „za ponadczasową elegancję wykonania, niepowtarzalny styl i dobór repertuaru. Za wyjątkowy głos, którego barwa i ciepło ogrzewają serca najbardziej wymagających słuchaczy”[28][29][27].

## 2012
Uroczyste wręczenie nagród odbyło się 2 grudnia 2012.
Nagrodzeni:
- Gabriela Blicharz – „za wrażliwość artystyczną w realizacji nagrań muzycznych, pasję, profesjonalizm i poświęcenie, które spotykają się z najwyższym uznaniem”.
- Adam Ferency – „za kreacje aktorskie stworzone w Teatrze Polskiego Radia, które pozwalają wierzyć, że język polski potrafi wyrazić głębię uczuć współczesnego człowieka”.
- Wiktor Legowicz – „za interesujący i zrozumiały sposób przekazywania wiedzy ekonomicznej oraz mądrość i kulturę radiową”.
- Magdalena Mikołajczuk – „za wyjątkową wszechstronność i wiedzę, prostotę i lekkość w kontaktach z gośćmi i słuchaczami, za ciepło i poczucie humoru”.
- Ernest Zozuń – „za pasję i odwagę oraz za stworzenie formy reportażu, w której publicystyczne zaangażowanie łączy z artystyczną formą”.
- Grażyna Łobaszewska – Honorowy Złoty Mikrofon „w podziękowaniu za wieloletnią współpracę z Polskim Radiem, która zaczęła się jeszcze przed debiutem w szkółce Gdańskiego Studia Piosenki Polskiego Radia i Telewizji. Za wybitny, niepowtarzalny głos i osobowość. Za piękne piosenki nagrywane dla Polskiego Radia. Za klasę, w życiu i przed mikrofonem”.

## 2011
Uroczyste wręczenie nagród odbyło się 18 grudnia 2011.
Nagrodzeni:
- Piotr Baron – „za osobowość radiową i głos nierozerwalnie związany z Programem III Polskiego Radia”
- Hanna Bogoryja-Zakrzewska (Studio Reportażu i Dokumentu Polskiego Radia) – za „wrażliwość i styl, które pozwalają odsłaniać najgłębsze tajniki osobowości bohaterów jej reportaży”
- Anna Stempniak-Juśkiewicz – za „miłość do literatury i sztuki oraz dbałość o miejsce kultury w Programie Pierwszym Polskiego Radia”
- Danuta Stenka – za „wybitne role wykreowane w Teatrze Polskiego Radia”.
- Henryk Urbaś – za „traktowanie sportu jako części kultury narodowej oraz za pielęgnowanie tradycji Redakcji Sportowej Polskiego Radia”
- Tadeusz Strugała – Diamentowa Batuta za „wybitne zasługi dla polskiej i światowej kultury muzycznej, w uznaniu dla działalności dyrygenckiej o szczególnym znaczeniu dla polskiego życia muzycznego, a także dla uhonorowania związków z Polskim Radiem”
- zespół autorów i realizatorów powieści radiowej Matysiakowie (Dżennet Połtorzycka-Stampf’l, Janusz Adam Dziewiątkowski, Stanisława Grotowska, Waldemar Modestowicz, Ewa Szałkowska i Maria Chludzińska[a]) – Honorowy Złoty Mikrofon za „wybitne osiągnięcia artystyczne, wieloletni żywy kontakt ze słuchaczami, za inicjatywy uruchamiające ogromną aktywność społeczną” (15 grudnia 2011 minęło 55 lat od emisji pierwszego odcinka tego słuchowiska)

## 2010
Uroczyste wręczenie nagród odbyło się 24 października 2010.
Skład kapituły:
Janusz Kukuła (przewodniczący), Krzysztof Grzesiowski, Krystyna Kępska-Michalska, Piotr Orawski, Anna Sekudewicz, Iwona Smolka, Paweł Sztompke, Małgorzata Tułowiecka i Tomasz Zimoch
Nagrodzeni:
- Andrzej Ferenc – „za talent, głos i miłość do Polskiego Radia"
- Piotr Frydryszek – „za wybitne osiągnięcia twórcze i organizacyjne dla radia publicznego”
- Anna Kaczkowska – „za sztukę reportażu i kształtowanie wrażliwości artystycznej słuchaczy”
- Marcin Majchrowski – „za kompetencje, wielką kulturę i piękną polszczyznę w relacjonowaniu wydarzeń życia muzycznego”
- Maria Pańczyk-Pozdziej (Radio Katowice[35]) – „za ukochanie ziemi śląskiej oraz upór w propagowaniu gwary i obyczaju tego regionu”
- Dorota Truszczak – „za nowoczesną popularyzację nauki na antenie Polskiego Radia”
- Jan Warenycia – „za nowatorstwo w kształtowaniu radia artystycznego”
- Andrzej Markowski – Honorowy Złoty Mikrofon „za wybitne osiągnięcia w propagowaniu pięknej polszczyzny na wszystkich antenach Polskiego Radia”
- Łukasz Turski – Honorowy Złoty Mikrofon „za pomysł Pikniku Naukowego i propagowanie nauki na wszystkich antenach Polskiego Radia”

Prawie dwa miesiące później, 17 grudnia 2010, podczas koncertu zorganizowanego w Teatrze Polskim w Warszawie z okazji 85-lecia Polskiego Radia, wręczono Honorowy Złoty Mikrofon Stingowi. Brytyjski muzyk otrzymał tę nagrodę „za wybitne osiągnięcia artystyczne, mistrzowskie łączenie gatunków i stylów, za naturalność, wrażliwość i pozytywne emocje oraz wspaniałe kompozycje obecne na antenach Polskiego Radia przez kilkadziesiąt lat”.

## 2009
Uroczyste wręczenie nagród odbyło się 17 grudnia 2009.
Skład kapituły:
Krzysztof Michalski (przewodniczący), Andrzej Chłopecki, Lech Dudzik, Krystyna Kępska-Michalska, Janusz Kukuła, Irena Piłatowska-Mądry i Jakub Strzyczkowski
Nagrodzeni:
- Piotr Kamiński – „za erudycję, gust estetyczny i wzbogacanie wrażliwości na misterium teatru operowego"
- Krzysztof Renik – „za mistrzowski warsztat, rzetelność dziennikarską i pasję w przybliżaniu problemów współczesnego świata”
- Maria Szabłowska-Szabel – „za umiejętność wywoływania uśmiechu w big beatowym rytmie, w wyjątkowym stylu radiowej narracji”
- Henryk Talar – „za wybitne kreacje stworzone w Teatrze Polskiego Radia, które pozwalają wierzyć w ludzi i sens życia”
- Tomasz Zimoch – „za wiedzę i emocje, które pozwalają zobaczyć w radiu świat sportu”
- Lesław Skinder – Honorowy Złoty Mikrofon „za niezwykłe wzruszenia, za wspaniałą umiejętność malowania słowem relacji sportowych oraz za stworzenie od fundamentów polskiej szkoły na Białorusi i za bezustanne czuwanie, aby uczącym się tam dzieciom nigdy niczego nie zabrakło”.

## 2008
Do konkursu zgłoszono 18 kandydatów. Uroczyste wręczenie nagród odbyło się 19 października 2008.
Skład kapituły:
Andrzej Matul (przewodniczący), Lech Dudzik, Krystyna Kępska-Michalska, Marek Mądrzejewski, Piotr Metz, Piotr Orawski i Anna Sekudewicz
Nagrodzeni:
- Piotr Adamczyk – „za wszechstronne aktorstwo radiowe i wybitne interpretacje postaci literackich w Teatrze Polskiego Radia”
- Andrzej Chłopecki – „za wyczucie i świetną znajomość materii, erudycję, barwność, lekkość, komunikatywność języka, doskonały warsztat słowa oraz za ogromną rolę w kształtowaniu obrazu polskiej muzyki współczesnej w Polsce i za granicą”
- Agnieszka Duczmal (założycielka, dyrektor i dyrygentka Orkiestry Kameralnej Polskiego Radia „Amadeus”) – Honorowy Złoty Mikrofon z okazji jubileuszu 40-lecia pracy artystycznej – „w dowód uznania dla najwyższego poziomu dyrygenckiego i wyobraźni muzycznej”
- Alicja Grembowicz (reportażystka) – „za błyskotliwość i talent wsparte wzorowym warsztatem w tworzeniu reportażu radiowego, poparte dociekliwością, pasją społecznikowską i znakomitym wyczuciem dramaturgii”
- Jakub Strzyczkowski – „za talent, dar przekonywania i umiejętność rozmawiania ze słuchaczami”
- Paweł Sztompke – „za ogromną wiedzę i popularyzację polskiej muzyki rozrywkowej i filmowej w znakomitym kontakcie ze słuchaczami na antenach Polskiego Radia”

## 2007
Uroczyste wręczenie nagród odbyło się 6 grudnia 2007.
Skład kapituły:
Krystyna Kępska-Michalska (przewodnicząca), Maria Baliszewska, Hanna Maria Giza, Piotr Kaczkowski, Irena Piłatowska, Marcin Wolski i Andrzej Zaorski
Nagrodzeni:
- Grażyna Barszczewska – „za wszechstronność i wysoki kunszt aktorski w bogatym dorobku radiowym” (liczne role w słuchowiskach oraz interpretacje poezji i prozy)
- Krzysztof Górski (dziennikarz i komentator radiowy, założyciel Centrum Historii Polskiej Radiofonii) – „za zasługi w popularyzacji historii Polskiego Radia oraz dorobek dziennikarski ze szczególnym uwzględnieniem programów ekumenicznych”
- Piotr Metz – „za osobowość radiową i nowe formy popularyzacji muzyki rozrywkowej”
- Marek Mądrzejewski (dziennikarz Programu 1, specjalizujący się w publicystyce społecznej i politycznej) – „za obiektywizm i rzetelność dziennikarską w podejmowaniu najtrudniejszych tematów politycznych”
- Piotr Orawski (publicysta muzyczny Programu 2) – „za erudycję, kulturę antenową i wybitną rolę w popularyzacji muzyki klasycznej”

## 2006
Uroczyste wręczenie nagród odbyło się 16 września 2006.
Skład kapituły:
Krzysztof Michalski (przewodniczący), Maria Baliszewska, Andrzej Brzoska, Lech Dudzik, Krystyna Kępska-Michalska, Wiesław Molak, Irena Piłatowska i Katarzyna Rutkowska-Newman (sekretarz Kapituły)
Nagrodzeni:
- Hanna Maria Giza – „za szczególną wrażliwość w prezentacji problemów i ludzi kultury oraz popularyzację nauki”
- Krzysztof Gosztyła – „za mistrzowską interpretację prozy i poezji w Teatrze Polskiego Radia”
- Małgorzata Kandefer (członek Etyki Polskiego Radia) – „za znakomitą prezentację wiedzy prawnej i pomoc w rozwiązywaniu życiowych problemów słuchaczy Polskiego Radia”
- Wojciech Mann – „za dowcip, inteligencję, wiedzę i błyskotliwość, za wybitną osobowość radiową”
- Andrzej Zaorski – „za wszechstronny talent i umiejętności ofiarowane Polskiemu Radiu”

Wcześniej, 4 sierpnia 2006, podczas Festiwalu Jedynki w Sopocie, uroczyście wręczono Honorowy Złoty Mikrofon grupie Perfect. Nagroda została przyznana „w podziękowaniu za wieloletnią współpracę z Polskim Radiem, za piosenki, na których wychowały się pokolenia słuchaczy, za wierność rockowym ideałom”.

## 2005
Uroczyste wręczenie nagród odbyło się 16 września 2005.
Skład kapituły:
Andrzej Mularczyk (przewodniczący), Anna Borucka-Szotkowska, Krzysztof Grzesiowski, Krystyna Kępska-Michalska, Małgorzata Kownacka, Krystyna Melion, Tadeusz Sznuk, Sławomir Szof, Andrzej Sowa
Laureaci:
- Lech Dudzik (realizator dźwięku) – „za sztukę tworzenia obrazu dźwiękowego dzieł muzycznych”
- Barbara Grębecka (reporterka, dokumentalista, reportażystka) – „za twórczość dokumentalną rejestrującą ważne wydarzenia współczesności”
- Krzysztof Kolberger – „za wielkie radiowe kreacje w utworach klasyki polskiej i światowej”
- Krzysztof Michalski – „za oryginalne formy popularyzacji nauki i wiedzy na antenie radiowej”
- Wiesław Molak (dziennikarstwo publicystyczne) – „za osobowość radiową i mistrzostwo w relacjonowaniu wielkich wydarzeń”
- Ewa Szumańska-Szmorlińska (m.in. autorka słuchowisk, Radio Wrocław) – „za różnorodność literackich form radiowych prezentowanych na antenie regionalnej i ogólnopolskiej”
- Aleksander Trzaska „Masztalski” (dziennikarz, autor i pomysłodawca radiowego kabaretu dowcipu, PR Katowice) – „za wszechstronną twórczość radiową i stworzenie „Radiowego Klubu Masztalskiego"”
- para autorska: Danuta Żelechowska i Jan Zagozda (popularyzatorzy tradycji patriotycznej oraz pamięci o faktach i ludziach z przeszłości Polskiego Radia) – „za odwzajemnioną miłość do Polskiego Radia”

## 2004
Uroczyste wręczenie nagród odbyło się 25 września 2004.
Skład kapituły:
Anna Seniuk (przewodnicząca), Krzysztof Grzesiowski, Irena Heppen, Włodzimierz Kleszcz, Ewa Michałowska, Maria Olszewska, Małgorzata Kownacka.
Laureaci:
- Anna Bogdanowicz (reportażystka z PR Białystok) – „za mistrzostwo w dziedzinie reportażu i dokumentu radiowego”
- Anna Borucka-Szotkowska (dziennikarka z Radiowego Centrum Kultury Ludowej) – „za pasję i poświęcenie w dokumentowaniu, antenową prezentację i upowszechnianie polskiej kultury ludowej”
- Irena Eichler (Program 2) – „za wszechstronność, talent prezenterski, wiedzę, temperament i wyrazistą osobowość antenową”
- Zofia Kruszewska (realizatorka) – „za pełną inwencji, mistrzowską realizację audycji radiowych i programów na żywo oraz talent dydaktyczny”
- Jan Matyjaszkiewicz (aktor) – „za mistrzowskie kreowanie postaci w Radiowym Teatrze Wyobraźni”

## 2003
Uroczyste wręczenie nagród odbyło się 7 września 2003.
Skład kapituły:
Andrzej Turski (przewodniczący), Janusz Kukuła, Bożena Markowska, Andrzej Matul, Andrzej Sowa, Marian Szałkowski i Małgorzata Tułowiecka
Nagrodzeni:
- Mariusz Benoit – „za mistrzowską interpretację poezji i prozy w Teatrze Polskiego Radia”
- Krzysztof Grzesiowski – „za perfekcyjne prowadzenie informacyjno-publicystycznego programu Sygnały dnia”
- Irena Heppen (dziennikarka Programu 2) – „za osiągnięcia w popularyzacji kultury i swobodne poruszanie się w różnych gatunkach sztuki radiowej”
- Małgorzata Kownacka (dziennikarka Programu 1) – „za popularyzację wiedzy i umiejętność poruszania najtrudniejszych problemów na antenie oraz dar zjednywania sobie słuchaczy i rozmówców”
- Maria Olszewska (reżyser dźwięku w Teatrze Polskiego Radia) – „za dźwiękowe wizje artystyczne słuchowisk zrealizowanych w Teatrze Polskiego Radia”

Wcześniej, 21 maja 2003, nagrodę przyznano Piotrowi Kaczkowskiemu – w 40-lecie jego pracy w Programie 3 Polskiego Radia.

## 2002
Uroczyste wręczenie nagród odbyło się 7 września 2002. Podczas gali przyznano również nagrodę Diamentowy Mikrofon (otrzymał ją Jan Nowak-Jeziorański, nieobecny na uroczystości). Imprezie towarzyszył uroczysty „Koncert dla Przyjaciół Polskiego Radia” w wykonaniu Polskiej Orkiestry Radiowej pod dyrekcją Wojciecha Rajskiego. Jako solista wystąpił skrzypek Mariusz Patyra. Program Drugi Polskiego Radia transmitował koncert, zaś rozgłośnie regionalne przeprowadziły retransmisje.
Dzień później, w niedzielę 8 września 2002 w siedzibach Polskiego Radia przy al. Niepodległości i przy ul. Myśliwieckiej trwał Dzień Otwarty Polskiego Radia.
Nagrodzeni:
- Andrzej Sowa[51][53] (Polskie Radio Bis[52], dziennikarz naukowy) – „za oryginalny sposób przybliżania historii Polski i świata”[52]
- Marian Szałkowski[51][54] (kompozytor, ilustrator muzyczny i pianista związany z Teatrem Polskiego Radia[54][52]) – „za twórczy wkład w kształtowanie sztuki radiowej oraz za umiejętność opowiadania muzyką o rzeczach, o których nie można opowiedzieć”[52]
- Małgorzata Tułowiecka[51] (Polskie Radio Bis[52]) – „za pasję w popularyzowaniu bogactwa i piękna języka polskiego na antenie Polskiego Radia S.A.”[52]
- Andrzej Turski[51][55] (dziennikarz publicysta[42]; wówczas dyrektor PR1[55][52]) – „za twórczy wkład w tworzenie żywego radia[55][52], osiągnięcia w kształtowaniu nowych form radiowych i oryginalny styl dziennikarstwa”[52]
- Barbara Wachowicz[51][56] – „za niezwykłe lekcje patriotyzmu i przybliżanie słuchaczom postaci wielkich Polaków. Za pielęgnowanie urody języka polskiego”[52]
- Ryszard Miazek (dziennikarz, publicysta, komentator[52]; wówczas były prezes Zarządu Polskiego Radia[51]) – Honorowy Złoty Mikrofon[51] (przyznany po raz pierwszy w historii) – za „wybitne zasługi dla radia publicznego”[52]

## 1993 (za rok 1992)
Uroczyste wręczenie nagród odbyło się 10 lutego 1993.
Przewodniczący jury: prof. Maciej Józef Kwiatkowski.
Nagrodzeni:
- Maria Baliszewska – za prowadzenie dokumentacji źródeł muzyki ludowej[4]
- Wojciech Gąssowski – za „za kulturę, elegancję bycia przed mikrofonem i urodę głosu”[4]
- Krzysztof Kołbasiuk – za aktorstwo radiowe[57][4]
- Krzysztof Lipko – za umiejętność łączenia elementów różnych sztuk w audycjach[4]
- Danuta Malkiewicz – za podejmowanie trudnych problemów społecznych, szczególnie związanych z życiem ludzi niepełnosprawnych[4]
- Marek Niedźwiecki – za „talent w prowadzeniu audycji na żywo”[4]
- Ewa Obniska – za promowanie muzyki dawnych wieków[4]
- Wacław Tkaczuk – „za dbałość o formę prezentacji poezji w radio”[57][4]
- Krzysztof Wyrzykowski – za osiągnięcia w dziedzinie radiowego reportażu literackiego[57][4]

## 1975
- Tadeusz Byrski – za wybitną działalność organizacyjną i reżyserską na przestrzeni 45 lat dziejów teatru radiowego.
- Marian Domański – za wzbogacenie zasobów muzycznych Polskiego Radia zbieranymi w całym kraju nagraniami muzyki ludowej.
- Jacek Fedorowicz – za inwencję autorską i wykonawczą w programach rozrywkowych.
- Stanisław Grochowiak – za wybitną twórczość pisarską w dziedzinie słuchowiska, współtworzącą „szkołę polską” dramatu radiowego.
- Jacek Kalabiński – za wielostronną twórczość publicystyczną na antenie Polskiego Radia.
- Maria Kuncewiczowa – za pierwszą w dziejach radiofonii europejskiej powieść „Dni powszednie państwa Kowalskich” (1936-37).
- Zbigniew Lipiński – za całokształt 30-letniej pracy dziennikarskiej w Polskim Radiu począwszy od „Pszczółki” lubelskiej w roku 1944.
- Zbigniew Lutogniewski – za 30 lat działalności spikerskiej począwszy od „Pszczółki” lubelskiej w roku 1944.
- Wojciech Maciejewski – za twórczość reżyserską w Teatrze Polskiego Radia.
- Józef Mayen – za wybitne prace z dziedziny estetyki radia.
- Lech Miklaszewski – za wieloletnią wybitną działalność na polu umuzykalniania dzieci przez radio.
- inż. Stanisław Miszczak – za twórczy wkład w opracowanie projektów nowych rozgłośni radiowych m.in. Centrum R-TV w Warszawie.
- Andrzej Pruski – za osiągnięcia w dziedzinie realizacji radiowej.
- Teresa Siedlar-Kołyszko (Polskie Radio Kraków) – za wieloletnią działalność reporterską dla dzieci i młodzieży, szczególnie – za cykle audycji geograficznych i historycznych o regionie krakowskim.
- Adam Tomanek (Polskie Radio Lublin) – za wieloletnią wytrwałą działalność „latającego reportera” w dziedzinie informacji radiowej.
- inż. Bolesław Urbański – za wybitny udział w uruchamianiu rozgłośni radiowych po zniszczeniach wojennych i wprowadzenie nowych technik produkcji programów.
- Helena Wielowieyska – za 30-letnią twórczą działalności w dziedzinie publicystyce kulturalnej.
- Władysław Żesławski – za całokształt pracy autorskiej i organizacyjnej w radiu, w tym – za kierowanie od 18 lat redakcją powieści radiowej „Matysiakowie” i podejmowane przez nią inicjatywy społeczne.
- Zespół autorski audycji rozrywkowych Programu 3: Maria Czubaszek, Stefan Friedmann, Jacek Janczarski[58], Jonasz Kofta, Krzysztof Kozłowski, Adam Kreczmar, Jerzy Markuszewski, Jan T. Stanisławski i Marcin Wolski – za nowatorską w treści i formach twórczość radiową, która przekształca upodobania i gusty słuchaczy.

## 1974
- Klemens Białek – za pomysł i prowadzenie cyklu „Pół wieku Teatru Polskiego Radia”, który ocalił od zapomnienia wiele słuchowisk stanowiących fundament dorobku artystycznego pięćdziesięciu lat Anteny Polskiej.
- Witold Dobrowolski – za całokształt owocnej twórczej działalności radiowej.
- Alina Głowacka (Polskie Radio Szczecin) – za całość twórczości reportażowej.
- Irena Kwiatkowska – za stworzenie radiowych postaci Plastusia i Pani Eufemii oraz całokształt wybitnej twórczości aktorskiej w audycjach dla dorosłych i dzieci"[59][60][61]
- Jadwiga Mackiewicz (Ciocia Jadzia) – za pomysłowe i skuteczne akcje umuzykalniania dzieci i młodzieży – za pośrednictwem anteny radiowej.
- Jan Orliński – za wieloletnią mistrzowską pracę realizatora programów radiowych.
- Jeremi Przybora (1973)[62] – za całokształt działalności radiowej od lat przedwojennych, w szczególności za nowatorskie poczynania w dziedzinie słuchowisk i seriali słuchowiskowych (Teatrzyk Eterek i in.).
- Stefan Rachoń – za 40 lat działalności muzycznej na antenie radiowej oraz dorobek i poziom Orkiestry Polskiego Radia.
- prof. dr inż. Marian Rajewski – za 45 lat pracy techniczno-naukowej i organizatorskiej dla dobra Anteny Polskiej.
- Anna Szymańska – za różnorodne gatunkowo audycje o tematyce kulturalnej, zwłaszcza za prowadzenie dyskusji literackich.
- Bronisław Wiernik – za cykle słuchowisk dokumentalnych w Programie 3 Polskiego Radia.
- Zenon Wiktorczyk – za całokształt działalności aktorskiej i reżyserskiej na polu satyry radiowej i audycji rozrywkowych oraz twórcze poszukiwania w dziedzinie słuchowisk.

## 1973
- Elżbieta Jędrkiewiczowa – za długoletnią owocną działalność w programach dla dzieci i młodzieży, w szczególności – za prowadzenie cyklu „Błękitna sztafeta” i pomysłowe akcje antenowe, których celem jest wzajemne poznawanie się i przyjaźń młodzieży krajów socjalistycznych.
- Olga Marchocka – za stworzenie i autorstwo cyklu magazynów artystycznorozrywkowych „Jarmark cudów”.
- Henryk Mirosz – za długotrwałą i pełną inicjatyw pracę redakcyjno-autorską, która wzbogaciła programy Polskiego Radia niejedną nową formą twórczości antenowej.
- Józef Patkowski – za stworzenie i kierownictwo muzyczne Studia Eksperymentalnego Polskiego Radia oraz własny wkład twórczy w jego osiągnięcia.
- Jerzy Rosołowski – za wybitną i już wieloletnią działalność lektorską.
- Alojzy Sroga – za twórczość publicystyczną o tematyce wiejskiej oraz pełne inwencji prowadzenie audycji politycznych w Programie 3 Polskiego Radia.
- Jacek Stwora[2] (Polskie Radio Kraków) – za całokształt twórczości w dziedzinie radiowego reportażu literackiego, szczególnie – za utwór pt. „Pasja, czyli misterium Męki Pańskiej w Kalwarii Zebrzydowskiej widziane”.
- Henryk Swolkień – za wieloletnią popularyzacja muzyki na falach radiowych, w tym i za autorstwo (jako Kazimierz Zalesiński) cyklu „Koncerty życzeń miłośników muzyki poważnej”.
- Krystyna Usarek – za twórczość reportażową o dużych walorach społecznych, w tym i – za twórcze poszukiwania publicystyczno-artystyczne w cyklu audycji o nazwie „Kultura pilnie poszukiwana” (1959-1968).
- Agata Wojterzanka (Polskie Radio Katowice, współautorka cyklu katolickich audycji dla chorych Gdzie miłość wzajemna...)[63]) – za całokształt wielostronnej działalności radiowej, m.in. reportażowej, w programach lokalnych i na antenie centralnej.
- Tadeusz Zimecki – za całokształt twórczości w dziedzinie reportażu i felietonu radiowego o dużych walorach społeczno-ideowych, w tym – za cykl „Ballady polskie” i działalność w audycjach „Muzyki i Aktualności”.

## 1972
- Bolesław Kielski – za wieloletnią wybitną działalność lektorską i spikerską.
- Krystyna Procner – w dziesiątym roku stworzonego przez nią cyklu audycji Nie ma marginesu za radiową twórczość publicystyczną o wysokich walorach humanistycznych i doniosłym znaczeniu społecznym.
- Anna Retmaniak – za wytrwałą działalność w zakresie informacji kulturalnej oraz za cykle audycji Konfrontacje i Portret słowem malowany.
- Jadwiga Skotnicka – za całokształt twórczości, a szczególnie za adaptacje radiową „Cichego Donu” Szołochowa w roku 1971.
- Michał Sumiński – za prowadzenie redakcji radiowej Dla tych, co na morzu.
- Sławomir Szof – za błyskotliwą działalność na polu radiowej informacji społeczno-politycznej.
- Bohdan Tomaszewski – „za indywidualność sprawozdawcy i reportera sportowego”[61]
- Jerzy Waldorff – za wojnę trzydziestoletnią orężem Felietonów muzycznych o właściwą organizację i powszechniejszą znajomość muzyki polskiej.
- Maria Wieman – za wybitne osiągnięcia pedagogiczne i artystyczne w programach dla najmłodszych słuchaczy Polskiego Radia.
- Zbigniew Wiszniewski – za wybitne osiągnięcia twórcze w dziedzinie muzyki radiowej.

## 1971
- Henryk Kollat – za twórczą publicystykę radiową na temat stosunków polsko-zachodnioniemieckich, w tym zwłaszcza za wnikliwe korespondencje z Bonn i komentarze polityczne.
- Jerzy Kowalski – za cenną i różnorodną publicystykę ekonomiczną ze szczególnym uwzględnieniem „Klubu Entuzjastów Nowoczesności”.
- Zdzisław Nardelli – za kierownictwo Teatru Polskiego Radia, reżyserię słuchowisk i ponad 25-letnią działalność organizatorską w Polskim Radiu.
- Maria Okęcka (Polskie Radio Olsztyn) i Bohdan Bromek – za wieloletni cykl audycji „Tropami ludzi i pieśni”, poświęcony rejestrowaniu, popularyzacji i wspomaganiu żywotności folkloru polskiego.
- Karol Stromenger – za 45-letnią wybitną popularyzację muzyki przez radio.
- inż. Wacław Tarkowski – za krzewienie wiedzy rolniczej w prowadzonej od roku 1928 do dziś „Skrzynce rolniczej”.
- Jerzy Wasowski – za wieloletnią, wybitną twórczość radiową, autora, kompozytora i wykonawcy.
- Witold Zadrowski – za audycję „Niemcy w oczach Polaków”, nadaną na antenach polskich, Berlina Zachodniego i zachodnioniemieckich oraz za twórczość reportażową.
- Jan Zakrzewski[64] – za różnorodność form publicystyki radiowej, ze szczególnym uwzględnieniem magazynu „Peryskop” w Programie 3 Polskiego Radia.
- Malina Zasadzińska – za inteligentne i wybitne radiowe komentarze muzyczne w audycjach cyklu „Muzyka i Aktualności” (w jego XX-lecie).

## 1970
- Erazm Fethke – za twórczy wkład w rozwój dzienników radiowych.
- inż. Jerzy Geisler – za prace nad stworzeniem polskiej radiofonii stereofonicznej.
- Anna Jachnina (Polskie Radio Bydgoszcz) – za zdobywanie dokumentów folkloru polskiego.
- Jerzy Janicki – za wkład w rozwój wielu gatunków twórczości radiowej.
- Roman Jasiński – za 40-letnią pracę nad upowszechnianiem muzyki.
- Jacek Kunicki – za kierowanie zespołem „Widnokrąg”.
- Andrzej Kuśniewicz – za publicystykę w audycjach Polskiego Radia dla Zagranicy.
- Edward Płaczek – za reżyserię słuchowisk Teatru Polskiego Radia.
- Janusz Sidorenko – za wprowadzanie nowatorskich technologii w Polskim Radiu.
- Zbigniew Świętochowski – za 40-letnią działalność spikerską, zwłaszcza wrzesień 1939 i powstańczą „Błyskawicę”.
- Wanda Tatarkiewicz-Małkowska – za 45-letnią wszechstronną działalność w programach dla dzieci i młodzieży.
- dr Jan Żabiński – za 45-letni wkład w rozwój gawędy radiowej i popularyzację wiedzy przyrodniczej.

## 1969
- Marian Adamski[65] – za wieloletnią świetną działalność realizatora audycji radiowych (magazynów, reportaży, dzienników i wielu innych).
- Tadeusz Bukowski – za wybitne osiągnięcia lektorskie w ciągu 21 lat pracy przy mikrofonie, zwłaszcza za interpretację tekstów popularno-naukowych.
- Irena Durnicka – za autorstwo, redagowanie i lektoraty audycji w Programie Polskiego Radia dla Zagranicy (Redakcja Afrykańska).
- Lech Froelich – za długotrwałą działalność dziennikarską w różnych dziedzinach pracy w Polskim Radiu i przy zastosowaniu różnych środków (informacje, felietony, reportaże, wywiady i in.).
- Zbigniew Kopalko – za wybitną reżyserię wielu słuchowisk radiowych w roku 1968/69, m.in. „Tristan 1946” wg Marii Kuncewiczowej, „Trzy dni historii” J. Przeździeckiego, „Prynuka” T. Lubkiewicz-Urbanowiczowej i „Gwiazda sezonu” A. Twerdochliba.
- Krystyna Melion – za twórczość w dziedzinie radiowego reportażu literackiego (w tym dwukrotne reprezentowanie radiofonii polskiej w konkursie Prix Italia”), z uwzględnieniem cyklów roku 1968/69: „Na lądzie, morzu i w powietrzu” o życiu współczesnego Wojska Polskiego oraz „Spotkania na tarasie”.
- Jan Mietkowski - na 25-lecie działalności radiowej w Polsce Ludowej, – za koncepcję artystyczną i publicystyczną Programu 3.
- Jerzy Pytlakowski – za długoletnie prowadzenie i realizację „Dyskusji literackich” w Programie 2 oraz cykl „Światło i dźwięk” w Programie 3.
- mgr inż. Władysław Rabęcki – za 44-letnią pracę w Polskim Towarzystwie Radiotechnicznym i w Polskim Radiu od momentu jego powstania po dzień dzisiejszy, a w szczególności – za twórczy współudział w odbudowie i rozbudowie urządzeń studyjnych i nadawczych Polskiego Radia po wojnie.
- Maciej Słotwiński – za wieloletnią popularyzację problematyki ekonomicznej różnymi formami i środkami radiowymi.
- Jan Weber – za wybitną działalność w dziedzinie popularyzacji muzyki przez radio, ze szczególnym uwzględnieniem cyklu „Reminiscencje muzyczne w Programie 3”.
- Janusz Weroniczak[5] (Polskie Radio Lublin) – za wszechstronną pracę dziennikarza radiowego, ze szczególnym uwzględnieniem twórczości reportażowej.
- Zespół autorów powieści radiowej „W Jezioranach” – Zofia Posmysz-Piasecka, Władysław Milczarek i Andrzej Mularczyk – za osiągnięcia artystyczne oraz cenne efekty działalności na polu społecznej i obywatelskiej edukacji wsi.

## Pozostałe edycje
W poprzednich latach nagrodzeni zostali między innymi:
osoby:
- Piotr Fronczewski[2] (1988) – za wybitne aktorstwo radiowe we wszystkich jego gatunkach.
- Tadeusz Sznuk[3] (1988) – za błyskotliwą osobowość radiową prezentowaną w programach „na żywo”.
- ks. prof. Józef Tischner (1991) – „za gawędę filozoficzną na antenie radiowej”[61]
- Zbigniew Herbert (za 1993) – „za twórczość dramaturgiczną prezentowaną na Radiowym Festiwalu Twórczości Zbigniewa Herberta”[66]
- Jan Nowak-Jeziorański (za 1993) – Honorowy Złoty Mikrofon[66] – za niepowtarzalną i ważną społecznie rolę, jaką odegrał w historii radiofonii polskiej tworząc i prowadząc Rozgłośnię Polską Radia Wolna Europa, a także – za pieczołowicie gromadzoną dokumentację życia kulturalnego i politycznego emigracji polskiej.
- Gustaw Lutkiewicz (za 1993) – „za wieloletnią współpracę z Polskim Radio oraz za kreację postaci Polikarpa Lepieszki w powieści radiowej W Jezioranach”[66]
- Jerzy Tuszewski (za 1993) – „za radiową twórczość dokumentalną i artystyczną”[66]
- Anna Seniuk (2000) – „za kreacje aktorskie w Teatrze Polskiego Radia oraz adaptację i reżyserię spektakli radiowych Balladyna i Pchła Szachrajka”[67]
- Andrzej Bartosz (Radio Białystok)[5] – za stworzenie oryginalnej formy radiowej i ponad 10-letnią działalność „Teatru Naturalnego”.
- Marek Dalba (realizator dźwięku)[42]
- Stanisław Grochowiak[4]
- Wiesław Janicki (Radio Białystok)[5] – za stworzenie oryginalnej formy radiowej i ponad 10-letnią działalność „Teatru Naturalnego”.
- Ksawery Jasieński – za wieloletnią działalność lektorską, wyróżniającą się wszechstronnością warsztatu. (Otrzymał także Diamentowy Mikrofon 1995)
- Wojciech Kilar – za muzykę do filmu „Pianista”, rozsławiającego sylwetkę wybitnego radiowca, pianisty, pracownika Polskiego Radia
- Włodzimierz Kleszcz – za „indywidualność radiową, kreowanie wizerunków artystycznych, popularyzację polskiej muzyki folkowej”[68]
- Maria Kuncewiczowa[4]
- Ewa Michałowska (reportażystka)[42]
- Monika Olejnik[42]
- Irena Piłatowska (reportażystka)[42]
- Roman Polański
- Anna Sekudewicz (dziennikarka Polskiego Radia Katowice)[35]
- Jan Smyk (Radio Białystok)[5]

rozgłośnie:
- Polskie Radio Katowice (2002, Honorowy Złoty Mikrofon)[35]
- Polskie Radio Olsztyn (2002, Honorowy Złoty Mikrofon)[69]